# スマイル・アウェイ
「スマイル・アウェイ」（英語: Smile Away）は1971年にポール・マッカートニーが発表した楽曲である。アルバム『ラム』に収録された。当時非難の多かったマッカートニーの心境が影響してか「笑い飛ばせ」と自分に言い聞かせるように歌うロックンロール。日本のみのシングル「イート・アット・ホーム」のB面でもあった。

## 収録アルバム
- 『ラム』